# 8019 Karachkina
A 8019 Karachkina (ideiglenes jelöléssel 1990 TH12) a Naprendszer kisbolygóövében található aszteroida. Lutz D. Schmadel és Freimut Börngen fedezte fel 1990. október 14-én.
Nevét Ljudmila Georgijevna Karacskina (1949) ukrán csillagász után kapta.